# Choy Yiu Chung
Choy Yiu Chung (nascido em 1 de março de 1961) é um ex-ciclista honconguês.
Competiu representando o Honguecongue em duas provas do ciclismo de estrada nos Jogos Olímpicos de 1984, realizados em Los Angeles, Estados Unidos.